# Muuraissaari (ö i Norra Savolax, Kuopio, lat 62,89, long 27,03)
Muuraissaari är en ö i Finland. Den ligger i sjön Hirvijärvi och i kommunen Kuopio i den ekonomiska regionen  Kuopio ekonomiska region  och landskapet Norra Savolax, i den centrala delen av landet, 300 km norr om huvudstaden Helsingfors. Öns area är 2,9 hektar och dess största längd är 470 meter i sydöst-nordvästlig riktning.